# Ein Jäger aus Kurpfalz

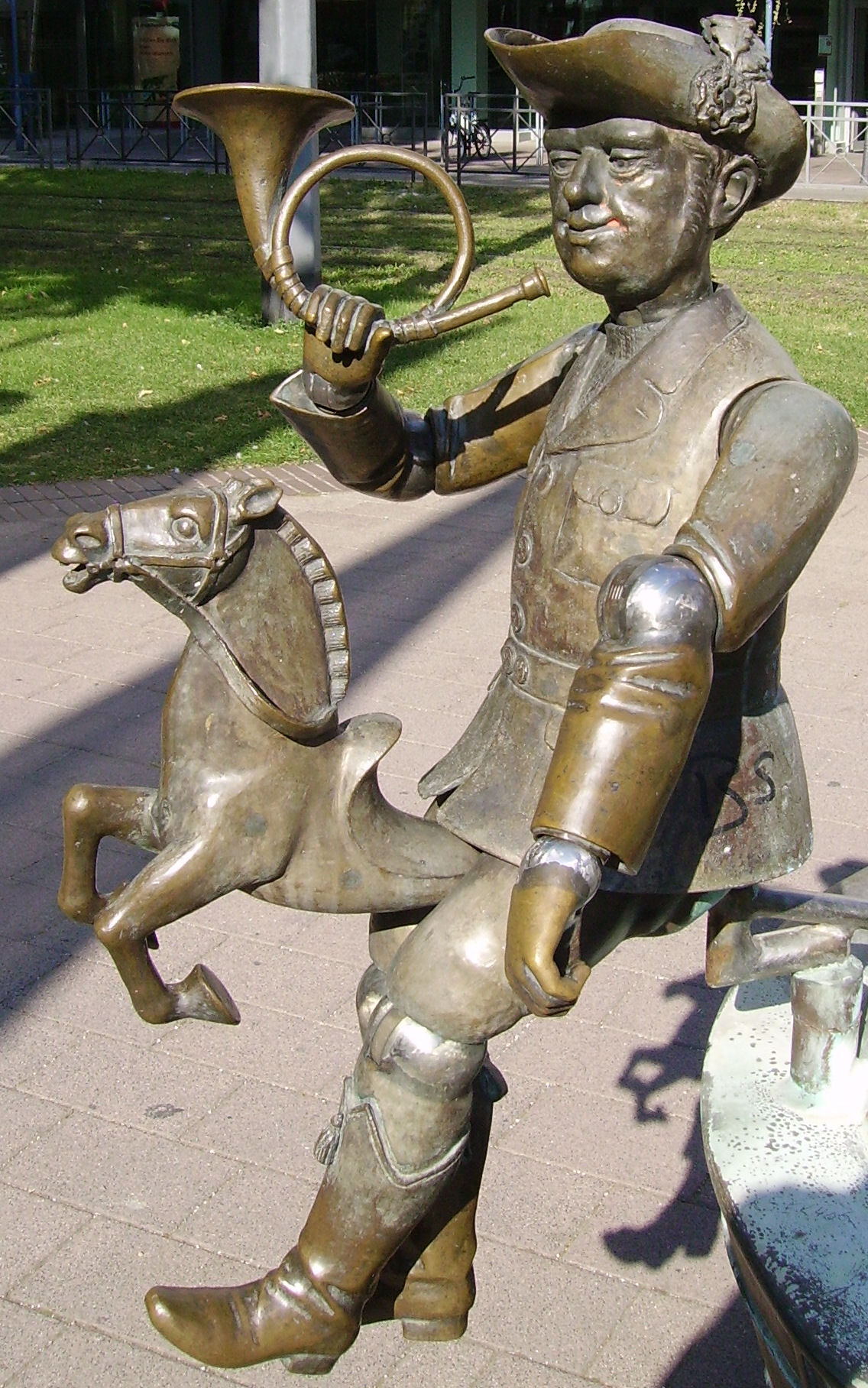
Escultura en Representación de la canción Ein Jäger aus Kurpfalz ubicada en la plaza Ludwigsplatz enLudwigshafen

Ein Jäger aus Kurpfalz es una canción popular alemana que trata sobre la caza y los placeres asociados a ella. Actualmente de los 5 versos de la canción únicamente se canta el primero. 

## Autor
Se desconoce tanto el autor del texto como el compositor de la melodía; el texto y el estilo de interpretación probablemente se transmitieron de forma oral. Comúnmente se dice que la canción fue escrita en 1763, siguiendo una suposición indemostrable de Ludwig Erk.  Según el investigador de canciones populares alemán Erlk-Böhme especula que la canción fue compuesta a principios del siglo XVIII. Siglo en el que se "apogeo de la pasión por la caza alemana”.  En realidad, la canción se ha grabado desde 1794.  La melodía conocida hoy fue grabada antes de 1808 por Leo von Seckendorf, quien también publicó el texto en su Musenalmanach de 1808;  Franz Magnus Böhme, que tenía el manuscrito ahora perdido de Seckendorf, describe la melodía como "la misma que la impresa en el Liederhort alemán excepto por unas pocas notas". 

## Texto
1. Ein Jäger aus Kurpfalz,

Der reitet durch den grünen Wald,

Er schießt das Wild daher,

Gleich wie es ihm gefällt.

Refrain:

|: Juja, Juja, gar lustig ist die Jägerei

  Allhier auf grüner Heid’,

  Allhier auf grüner Heid’, :|

2. Auf! Sattelt mir mein Pferd

Und legt darauf den Mantelsack,

So reit’ ich hin und her

Als Jäger aus Kurpfalz.

Refrain:

3. Hubertus auf der Jagd,

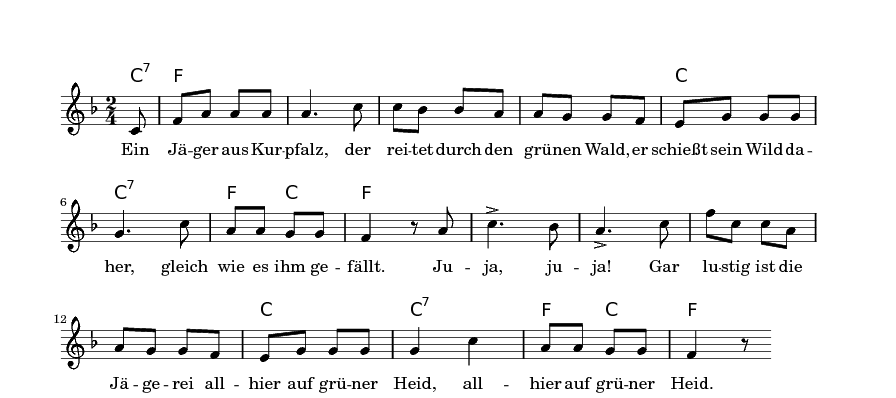
Imagen de partitura

Der schoss ein’n Hirsch und einen Has’.

Er traf ein Mägdlein an,

Und das war achtzehn Jahr.

Refrain:

4. Des Jägers seine Lust

Den großen Herren ist bewusst,

Jawohl, jawohl bewusst,

Wie man das Wildpret schuss.

Refrain:

5. Wohl zwischen seine Bein,

Da muss der Hirsch geschossen sein,

Geschossen muss er sein,

Auf eins, zwei, drei.

Refrain:

6. Jetzt reit’ ich nimmer heim,

Bis dass der Kuckuck, kuckuck schreit,

Er schreit die ganze Nacht

Allhier auf grüner Heid’!

Refrain:

## Parodia
El siguiente texto es de Hoffmann von Fallersleben, quien a veces utilizaba melodías que eran generalmente populares en ese momento para sus canciones con el fin de hacerlas populares.
La conciencia despierta (1844)
| 1. Bei einer Pfeif’ Tabak, bei einer guten Pfeif’ Tabak und einem Glase Bier politisieren wir. Refrain: \|:Juja, juja! Gar glücklich ist fürwahr der Staat, der solche Bürger hat.:\| | | |
| 2. Da wird dann viel erzählt, gar viel und mancherlei erzählt, gestritten und gelacht, und mancher Witz gemacht. Refrain:                                                             | 3. Dann stoßen wir auch an, auch auf die deutsche Freiheit an, und unsre Polizei sitzt fröhlich mit dabei. Refrain: | 4. Und wenn die Stunde schlägt, und wenn die Feierstunde schlägt, löscht man die Lichter aus, und wir, wir gehn nach Haus. Refrain: |

- El cazador del Palatinado Electoral, dibujado por Loriot, fue la mascota de la Exposición Federal de Jardinería de 1975 en Mannheim .
- Helmut Kohl solía hacerlo en apariciones públicas, como por ejemplo: B. eventos de campaña electoral o recepciones para tocar o cantar la canción (ciertamente sin los versos 3 a 5), ya que provenía de la zona del histórico Palatinado Electoral. [4]

## Literatura
- Heinz Rölleke (Hrsg.): Das Volksliederbuch. Kiepenheuer & Witsch, Köln 1993, ISBN 3-462-02294-6, S. 143.

## Enlaces web
- Tobias Widmaier: Ein Jäger aus Kurpfalz (2008). In: Populäre und traditionelle Lieder. Historisch-kritisches Liederlexikon.
- Ein Jäger aus Kurpfalz Lied des Monats Dezember 2016 der Klingenden Brücke
- Ein Jäger aus Kurpfalz im Liederprojekt von Carus-Verlag und SWR2.
- Text mit Melodie zum Anhören.
- Jäger aus Kurpfalz in der Rheinischen Sagenwelt.
- Der Jäger aus Kurpfalz Archivado el 3 de noviembre de 2011 en Wayback Machine..
- Xaver Frühbeis: Utsch oder nicht Utsch: Der Jäger aus Kurpfalz. BR4-Klassik Mittagsmusik extra vom 27. Dezember 2012.